# نیکی ای.اس.ایچ
نیکولا گلن‌کراس(به انگلیسی: Nicola Glesncross) (متولد ۲۱ آوریل ۱۹۸۹) کشتی‌گیر اسکاتلندی است که اکنون با دبلیودبلیوئی قرارداد دارد و با نام نیکی ای.اس.اچ در برند راو فعالیت دارد

## اوایل زندگی
گلن‌کراس در گلاسکو اسکاتلند متولد و بزرگ شد و از دانشگاه گلاسکو با مدرک کارشناسی در رشته تاریخ فارغ التحصیل شد. او همچنین دارای مجوز مربیگری آمادگی جسمانی و مربیگری خصوصی می‌باشد. گلن‌کراس تماشای کشتی حرفه‌ای را از ۱۰ سالگی شروع کرد.